# Liste des moulins à vent du Québec

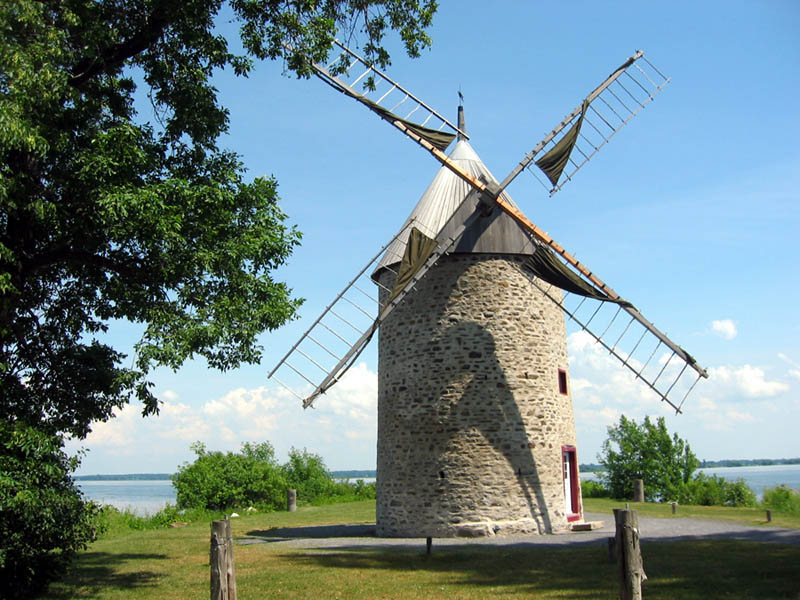
Moulin à vent de Pointe-du-Moulin

Cet article répertorie les moulins à vent du Québec au Canada, classés par ordre alphabétique des localités, chacun dans sa catégorie, selon qu'il s'agisse d'un moulin authentique existant, d'un moulin-réplique, ou d'un moulin disparu.

## Moulins à vent existants
Il reste encore 18 moulins à vent anciens au Québec.
Abréviations des en-têtes de colonnes:
- No. : Numéro de référence, les moulins sont ici classés par ordre alphabétique des localités
- Localisation : Municipalité où se situe le moulin à vent
- Nom : Nom du moulin à vent
- Date : Date de construction
- MCC : Classement comme bien culturel par le ministère de la Culture et des Communications du Québec
- Ailes : Si le moulin à vent possède encore ses ailes ou non
- Méc. : Si le moulin à vent possède encore ses mécanismes ou non
- Public : Si le moulin à vent est ouvert au public ou non
- Notes / Photo

| No | Localisation               | Nom                         | Date      | MCC  | Ailes | Méc. | Public | Notes                                      | Photo |
| -- | -------------------------- | --------------------------- | --------- | ---- | ----- | ---- | ------ | ------------------------------------------ | ----- |
| 1  | Bécancour                  | Bourg                       | 1808      | 1957 | oui   | non  | oui    | Reconstruit en 1993                        |       |
| 2  | Cap-Saint-Ignace           | Vincelotte                  | 1690      | 1965 | non   | non  | non    |                                            |       |
| 3  | Châteauguay                | Île Saint-Bernard           | 1686      | non  | non   | non  | oui    | Ouvert au printemps, été et automne        |       |
| 4  | Contrecœur                 | Chaput                      | 1742      | 1983 | non   | non  | non    | Parc municipal                             |       |
| 5  | Grondines                  | des Hospitalières           | 1674      | 1984 | non   | non  | oui    |                                            |       |
| 6  | Île d'Orléans              | Poulin                      | c1841     | non  | non   | non  | non    | Nécessite une intervention urgente.        |       |
| 7  | Île-aux-Coudres            | Desgagnés                   | 1836      | 1962 | oui   | oui  | oui    | Fait de la farine. Restauré en 2012.       |       |
| 8  | Montréal                   | Pointe-aux-Trembles         | 1719      | 1983 | oui   | non  | non    | Restauré en 2007                           |       |
| 9  | Montréal                   | Fleming                     | 1827      | 1983 | oui   | non  | oui    | Restauré en 1990                           |       |
| 10 | Notre-Dame-de-l'Île-Perrot | Pointe-du-Moulin            | 1707-1708 | 1977 | oui   | oui  | oui    | Parc provincial                            |       |
| 11 | Pointe-Claire              | des Sulpiciens              | 1709      | 1983 | oui   | non  | non    | Projet de restauration                     |       |
| 12 | Québec                     | de l'Hôpital général        | 1730      | 1965 | non   | non  | non    |                                            |       |
| 13 | Repentigny                 | Grenier, aussi Lebeau       | 1820      | 1975 | oui   | oui  | oui    | Restauré en 2006                           |       |
| 14 | Repentigny                 | Antoine-Jetté, aussi Séguin | 1823      | 1976 | non   | oui  | non    |                                            |       |
| 15 | Senneville                 | de Pointe-Abbott            | 1686      | non  | non   | non  | non    | Résidence privée                           |       |
| 16 | Trois-Rivières             | de la Commune               | 1781      | 1961 | non   | non  | non    | Relocalisé en 1974. Projet de restauration |       |
| 17 | Verchères                  | Dansereau, aussi Choquette  | c1822     | 1975 | oui   | oui  | non    |                                            |       |
| 18 | Verchères                  | Madeleine-de-Verchères      | c1730     | 1983 | non   | non  | oui    | Restauré en 1991                           |       |

## Moulins français et moulins anglais
La moitié des moulins à vent existants a été construite sous le régime français (1608-1763) et l’autre moitié a été construite ou reconstruite selon la méthode anglaise, incluant le moulin de Pointe-aux-Trembles rehaussé en 1823.
| Moulins construits durant le régime français (1608-1763) | Moulins construits après 1763 |
| --- | --- |
| - Moulin de Grondines (1674) - Moulin de Senneville (1686) - Moulin de Châteaugay (1686) - Moulin de Cap-Saint-Ignace (1690) - Moulin de l’île Perrot (1707-1708) - Moulin de Pointe-Claire (1709) - Moulin de Pointe-aux-Trembles de Montréal (1719, rehaussé en 1823) - Moulin de Québec (1730) - Moulin de Verchères (c1730) - Moulin de Contrecœur (1742) | - Moulin de Trois-Rivières (1781) - Moulin de Saint-Grégoire de Bécancour (1808) - Moulin Grenier de Repentigny (1820) - Moulin Dansereau à Verchères (c1822) - Moulin Antoine-Jetté à Repentigny (1823) - Moulin de Pointe-aux-Trembles de Montréal (1719, rehaussé en 1823) - Moulin de LaSalle à Montréal (1827) - Moulin de l’Îsle-aux-Coudres (1836) - Moulin de l’Île d’Orléans (1841-1847) |

Les deux méthodes, française et anglaise, fonctionnent sur le même principe, mais sont construits différemment.
| Méthode française :                                             | Méthode anglaise :                                                       |
| --------------------------------------------------------------- | ------------------------------------------------------------------------ |
| Ailes symétriques de 8 pieds français de largeur (2,6 mètres)   | Ailes asymétriques étroites avec une partie en bois (typiques au Québec) |
| Gros arbre                                                      | Arbre plus gros que ceux installés                                       |
| Rouet de pieds français avec un nombre pair d'alluchons en bois | Rouet plus petit plaqué de dents en fonte, nombre impair                 |
| Lanterne en bois avec un nombre pair de fuseaux                 | Lanterne, nombre pair (bois sur métal ou fonte sur bois)                 |
| Meules de 6 pieds français (1,95 mètre), souvent en silex       | Petites meules de 4 à 5 pieds (mesure anglaise) (1,22 à 1,52 mètre)      |
| Huche                                                           | Bluteau                                                                  |

## Répliques de moulins à vent
Il existe aussi quelques répliques de moulins à vent :
- Le moulin à vent du parc des Moulins à Québec (ancien jardin zoologique)
- Le moulin à vent Laval Gagnon de Saint-Fabien (Photo)
- Le moulin à vent latrine de Trois-Rivières
- Le moulin à vent Michaud de Saint-Germain-de-Kamouraska (Photo)
- Le Moulin à vent Voyer de Neuville
- Le moulin à vent de Vaudreuil reconstitué à Notre-Dame-de-l'île-Perrot (maison privée)
- Le moulin à vent du Baluchon à Saint-Paulin (Photo)
- Le moulin à vent de Saint-Jean-Port-Joli
- Le moulin à vent Eugène Michaud, à Sainte-Pétronille de l'Île d'Orléans (Photo)
- Le moulin à vent du Domaine du Perchoir à Rimouski (Photo)
- Le moulin à vent de Maddington (Vidéo)

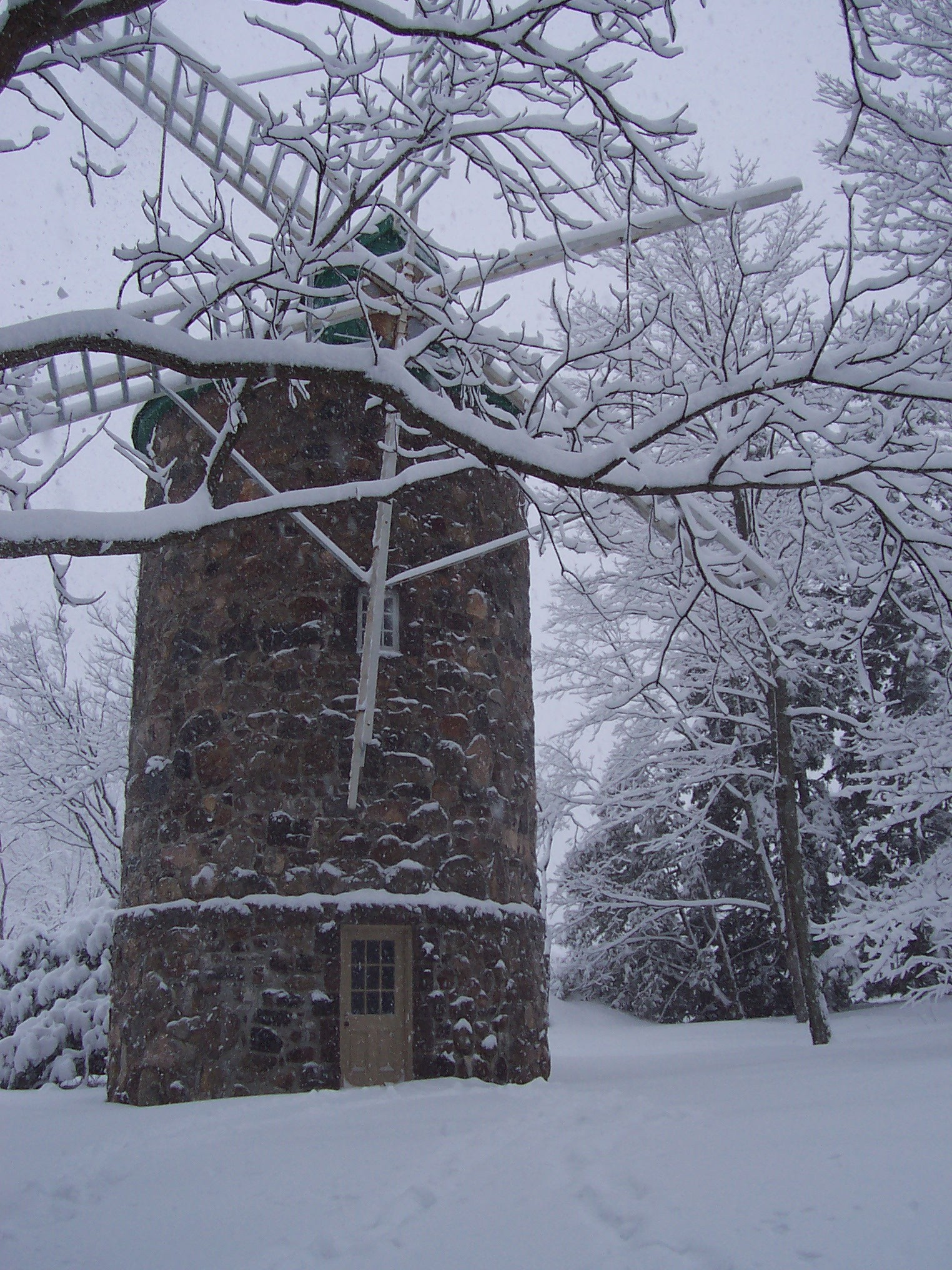
Moulin à vent du parc des Moulins à Québec, en 2006.
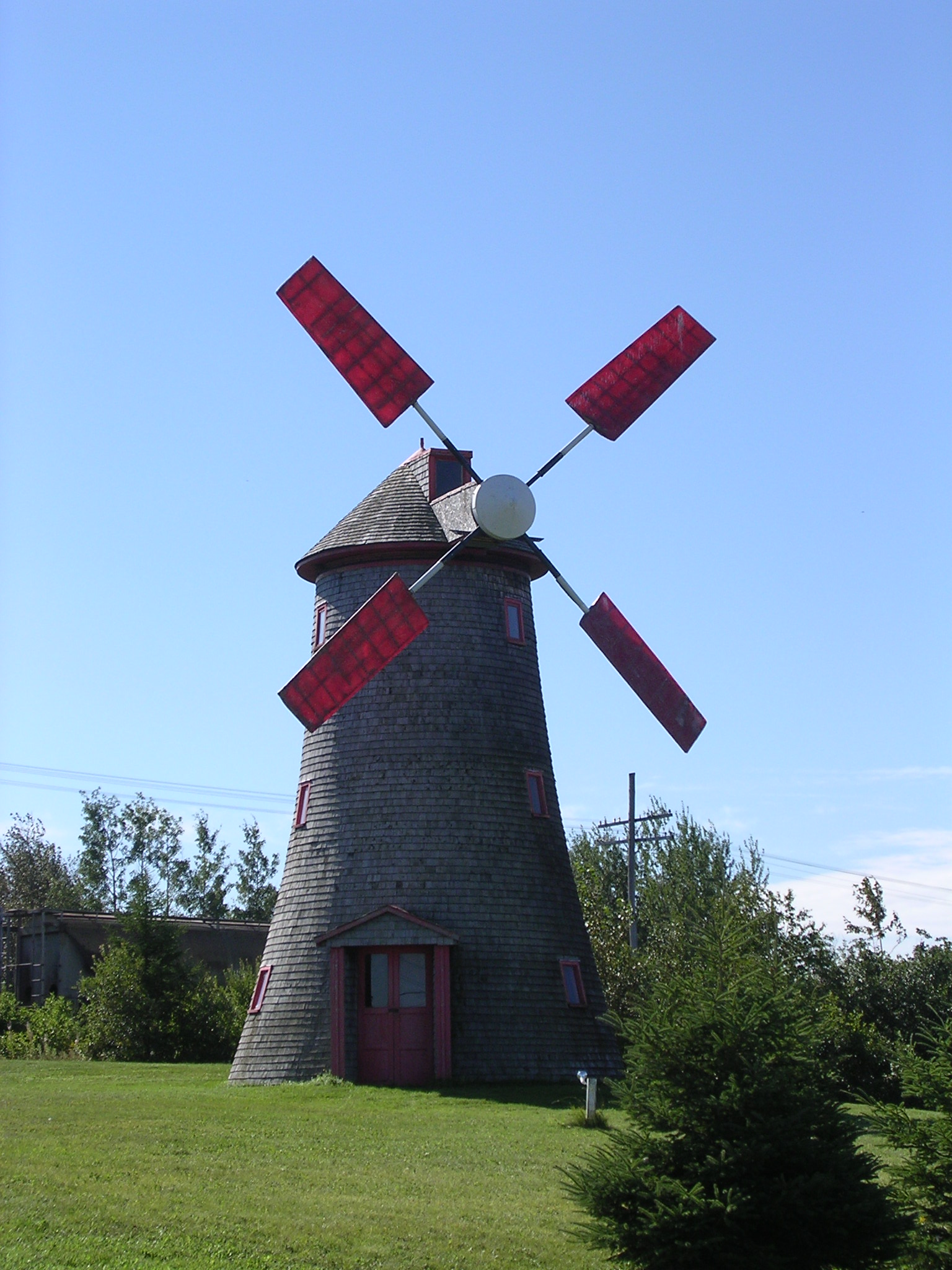
Moulin à vent Michaud à Saint-Germain-de-Kamouraska-de-Kamouraska, en 2003.
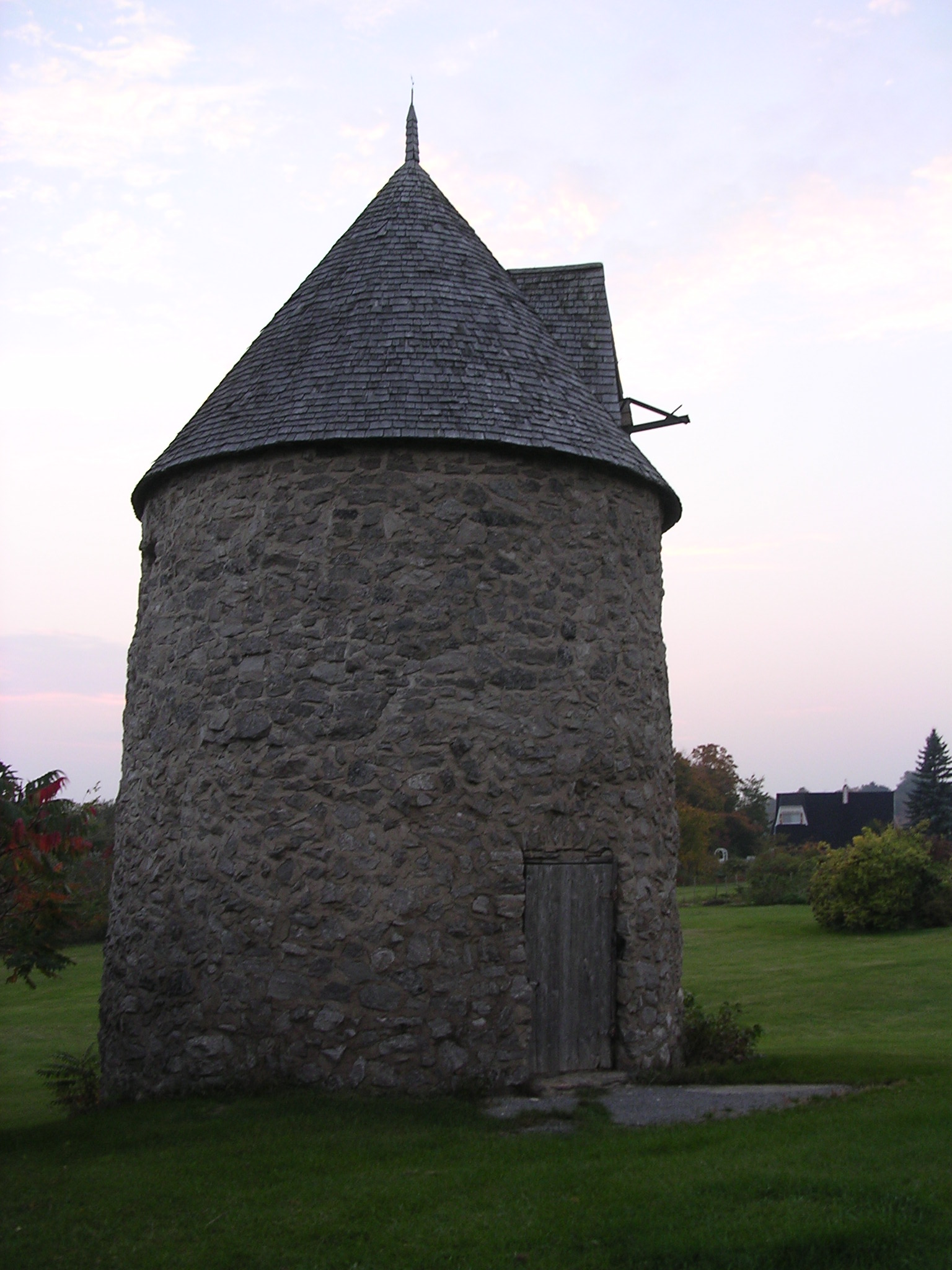
Moulin Voyer à Neuville, en 2006.
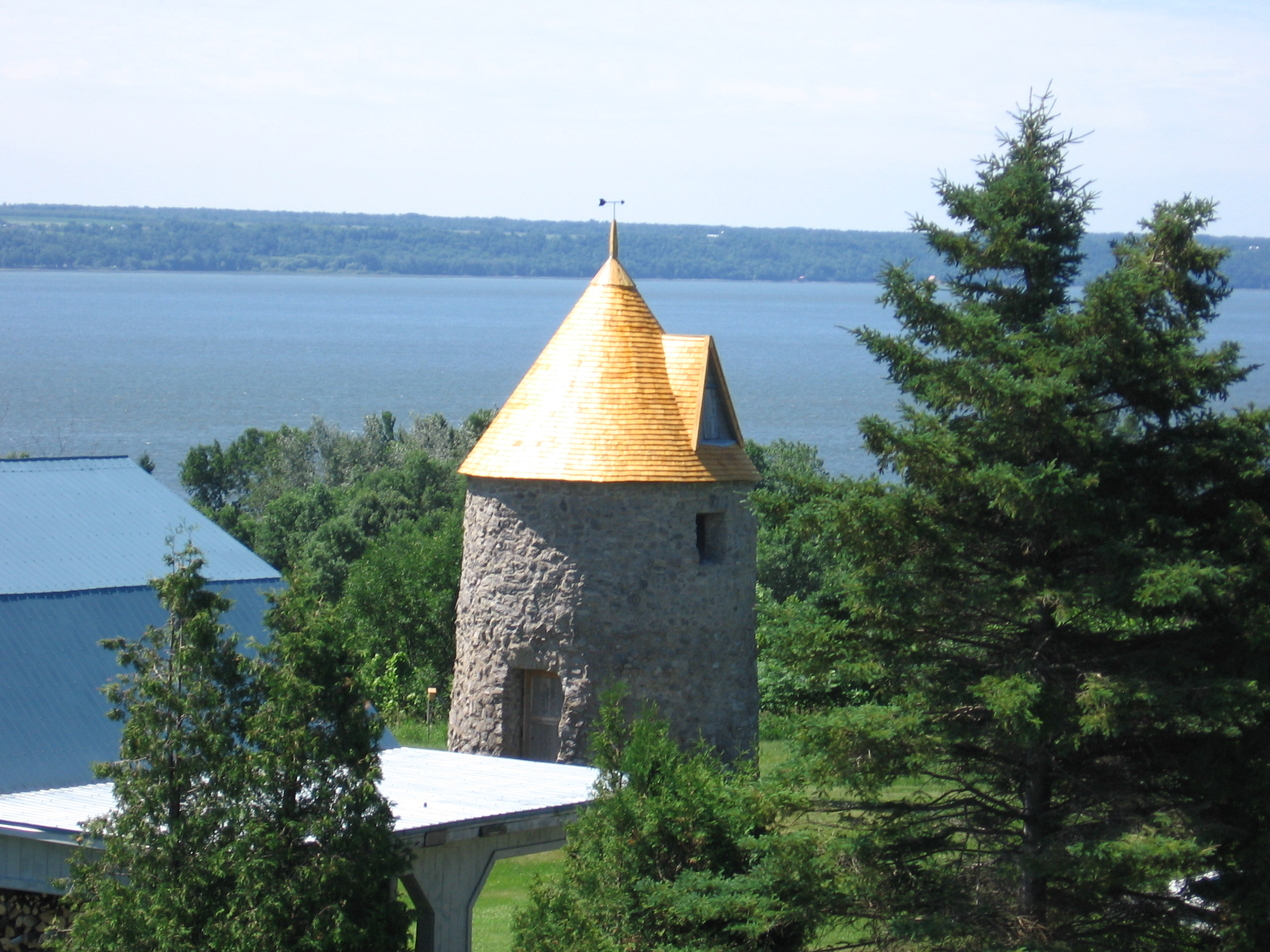
Moulin Voyer à Neuville, en 2010.
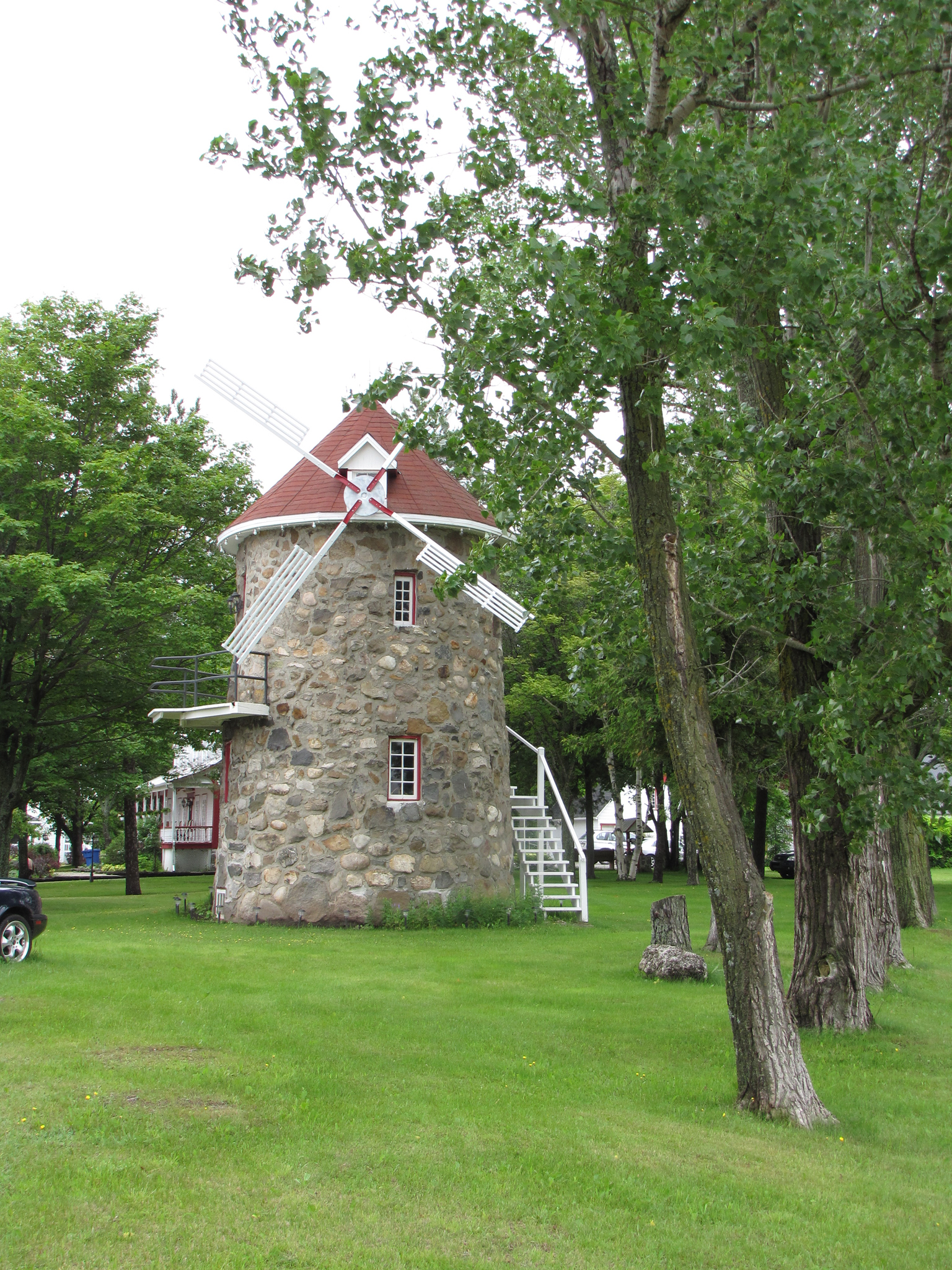
Moulin à vent de Saint-Jean-Port-Joli, en 2009.
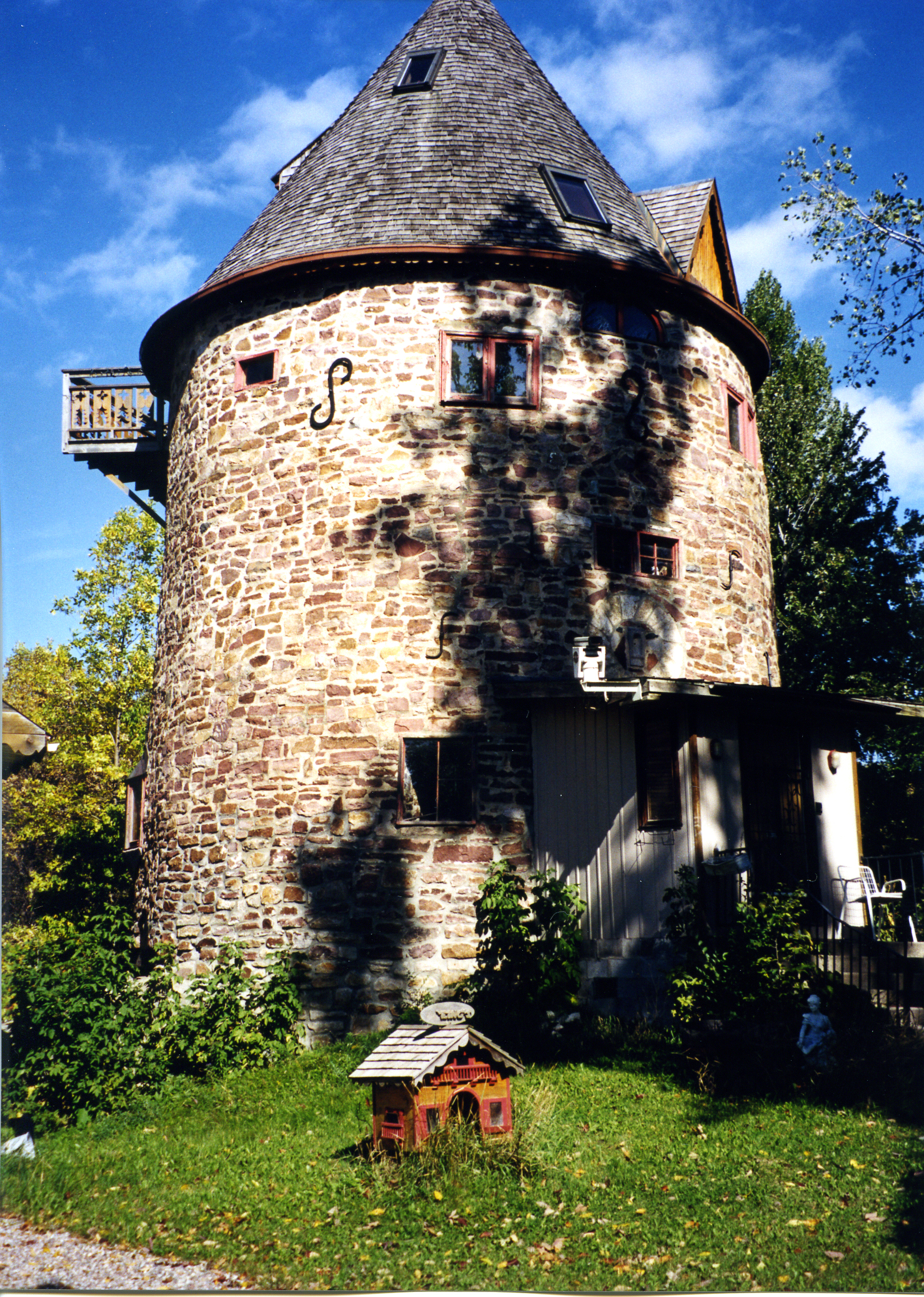
Moulin reconstitué en 1954 par le lieutenant-colonel Roger Maillet à partir des pierres de celui de Vaudreuil (1767); situé au 1180, boulevard Perrot, à Notre-Dame-de-l'Île-Perrot, photo prise en 2001. Résidence privée.
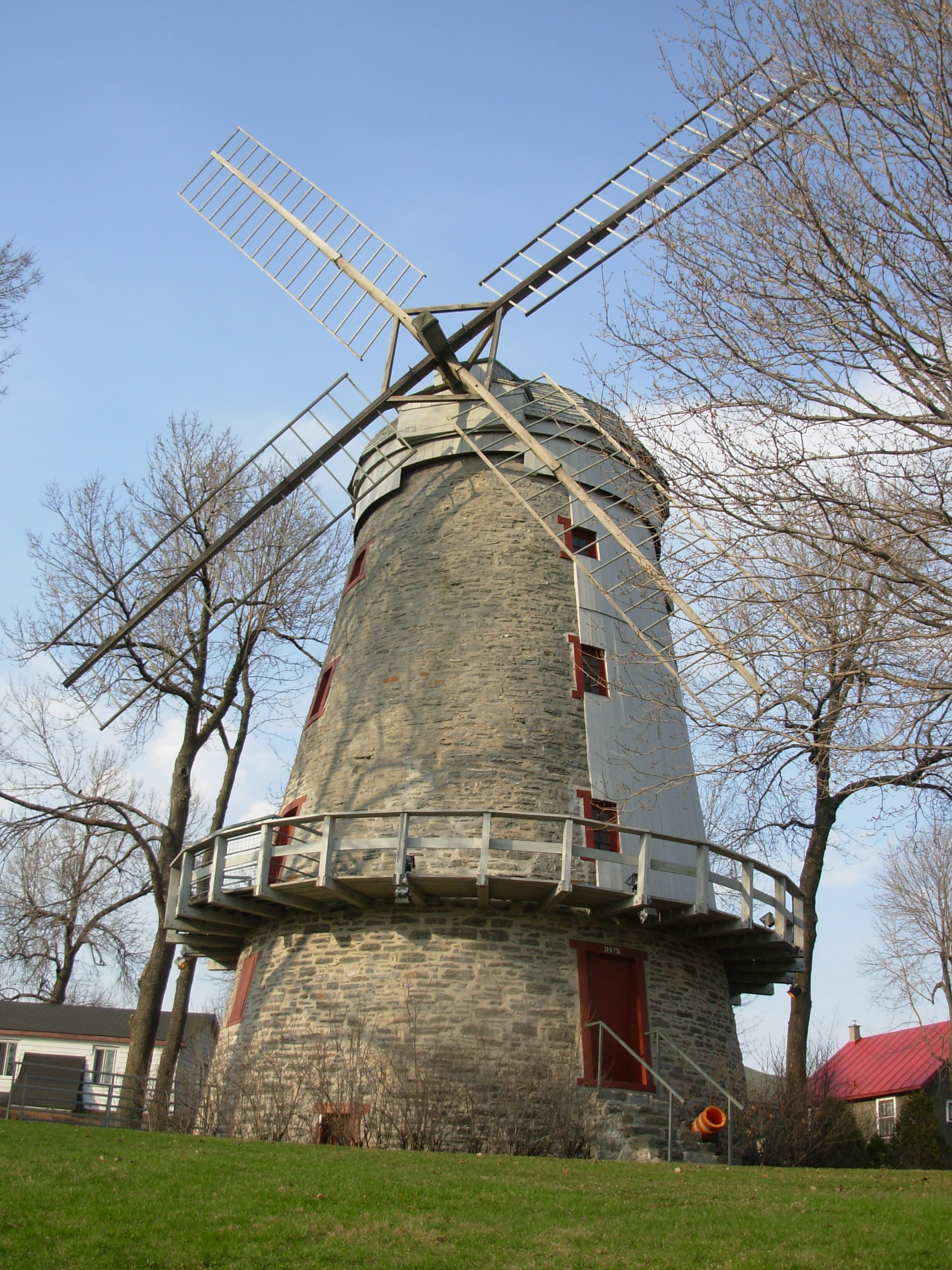
Moulin à vent Fleming ville LaSalle en 2008
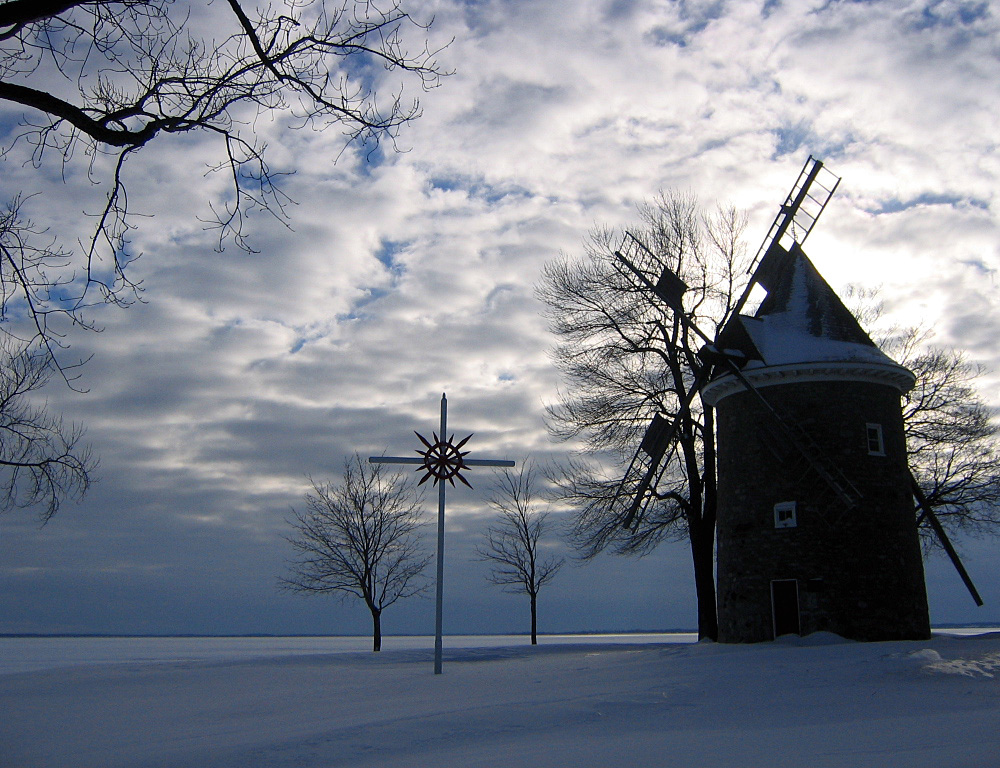
Moulin à vent de Pointe-Claire en 2006

## Moulins à vent disparus
En 1977, on avait recensé 20 moulins à vent au Québec. Les deux moulins qui ont disparu depuis étaient situés à Verchères.
Le Québec a connu de nombreux autres moulins à vent, qui ont aujourd'hui disparu :
- Le Moulin à vent Blanchette de la Rivière-Madeleine
- Les Moulins à vent des Simon à Forillon
- Le Moulin à vent Dumont à Québec
- Le Moulin à vent Simon Denis de la Trinité à Québec